# Kiarapayung (Rancah)
Kiarapayung is een bestuurslaag in het regentschap Ciamis van de provincie West-Java, Indonesië. Kiarapayung telt 5431 inwoners (volkstelling 2010).